# Maria av Masovien
Maria av Masovien, död 1454, var hertiginna av Pommern som gift med Bogislav IX av Pommern. 
Hon var interimsregent 1446-1449.